# 東洋大橋
東洋大橋（日语：東洋大橋）是位於日本廣島縣廣島市南區、屬於馬自達汽車公司的專用道路，於1965年12月開通。該座橋梁全長約560公尺，高低落差約25公尺，而且曾是世界上由私人企業擁有最大的橋樑。
這座橋樑是1964年12月馬自達總部工廠（位於向洋）為了銜接宇品工廠的聯絡交通而設立的，橋名來自於當時仍稱「東洋工業」的馬自達。地圖上雖然標示出其名稱，但以虛線表示這是私人道路，一般車輛無法通行。
這座橋架設在猿猴川的河口處，跨越廣島吳道路仁保交流道。橋頭由黄金橋（國道2號）開始，向南接到仁保交流道、廣島吳道路的廣島大橋和廣島南道路的海田大橋。
1982年5月，宇部興產於山口縣宇部市所興建、跨越宇部港的興產大橋完工通車，長1,020公尺、高36公尺，超越東洋大橋成為私人企業擁有世界最長的橋樑。

## 外部連結
- 馬自達官方網站 （页面存档备份，存于）
- 日本廣島市南區地圖・猿猴川區域（日文網站）